# Zeng Yingying
Zeng Yingying, nota anche con lo pseudonimo di Ying Zi (曾瑩瑩T, 曾莹莹S, Zēng YíngyíngP; Wenzhou, 12 aprile 1993), è una danzatrice cinese che ha rappresentato la Cina ai Giochi della XXXIII Olimpiade nella gara femminile di break dance.

## Biografia

### Infanzia e istruzione
Zeng Yingying è nata il 12 aprile 1993 a Wenzhou, in Cina, nella provincia di Zhejiang. Ha frequentato la Ningbo University. Il primo contatto con la break dance lo ebbe intorno ai 19 anni, quando un amico la invitò a provare la disciplina.

### Carriera
Nel 2019, la Zeng partecipa ai World Urban Games di Budapest, unica breaker cinese a competere, arrivando però agli ottavi di finale. Ha anche partecipati ai XIX Giochi asiatici del 2022, tenutisi a Hangzhou, in Cina, e al Campionato mondiale di break dance di Lovanio, in Belgio. Insieme alla connazionale Liu Qingyi, la Zeng si è qualificata ai Giochi Olimpici di Parigi 2024 nella competizione femminile di break dance, concludendo la sua gara all'ottavo posto.